# Cuspicephalus
Cuspicephalus is een geslacht van uitgestorven pterosauriërs, behorend tot de groep van de Monofenestrata, dat tijdens het Laat-Jura in het gebied van het huidige Engeland. De enige benoemde soort is Cuspicephalus scarfi.

## Vondst en naamgeving
In december 2009 vond amateurpaleontoloog Steve Etches aan de kust van Dorset, bij Kimmeridge Bay op de Isle of Purbeck, de schedel van een pterosauriër.

Diagram van de bewaarde elementen

De typesoort Cuspicephalus scarfi werd in 2011/2013 benoemd en beschreven door Etches en David Martill. De geslachtsnaam is afgeleid van het Latijnse cuspis, 'punt', en het Oudgriekse κεφαλή, kephalè, 'hoofd', een verwijzing naar de zeer puntige snuit. De soortaanduiding eert de Britse karikaturist Gerald Scarfe die een bekende karikatuur heeft gemaakt van Margaret Thatcher als spitsneuzige vampier, welke een treffende gelijkenis vertoont met de nieuwe soort.
Het holotype MJML K1918 is gevonden in een mariene afzetting van de Kimmeridge Clay Formation die dateert uit het vroege Kimmeridgien, ongeveer 154 miljoen jaar oud. Het bestaat uit een schedel zonder onderkaken, platgedrukt op een enkele plaat. Door de compressie zijn veel details verloren gegaan, vooral aan de achterste schedel. Het specimen maakt deel uit van de collectie van het Museum of Jurassic Marine Life.
In 2024 werd gemeld dat ook de linkerzijde van de schedel was geprepareerd.

## Beschrijving

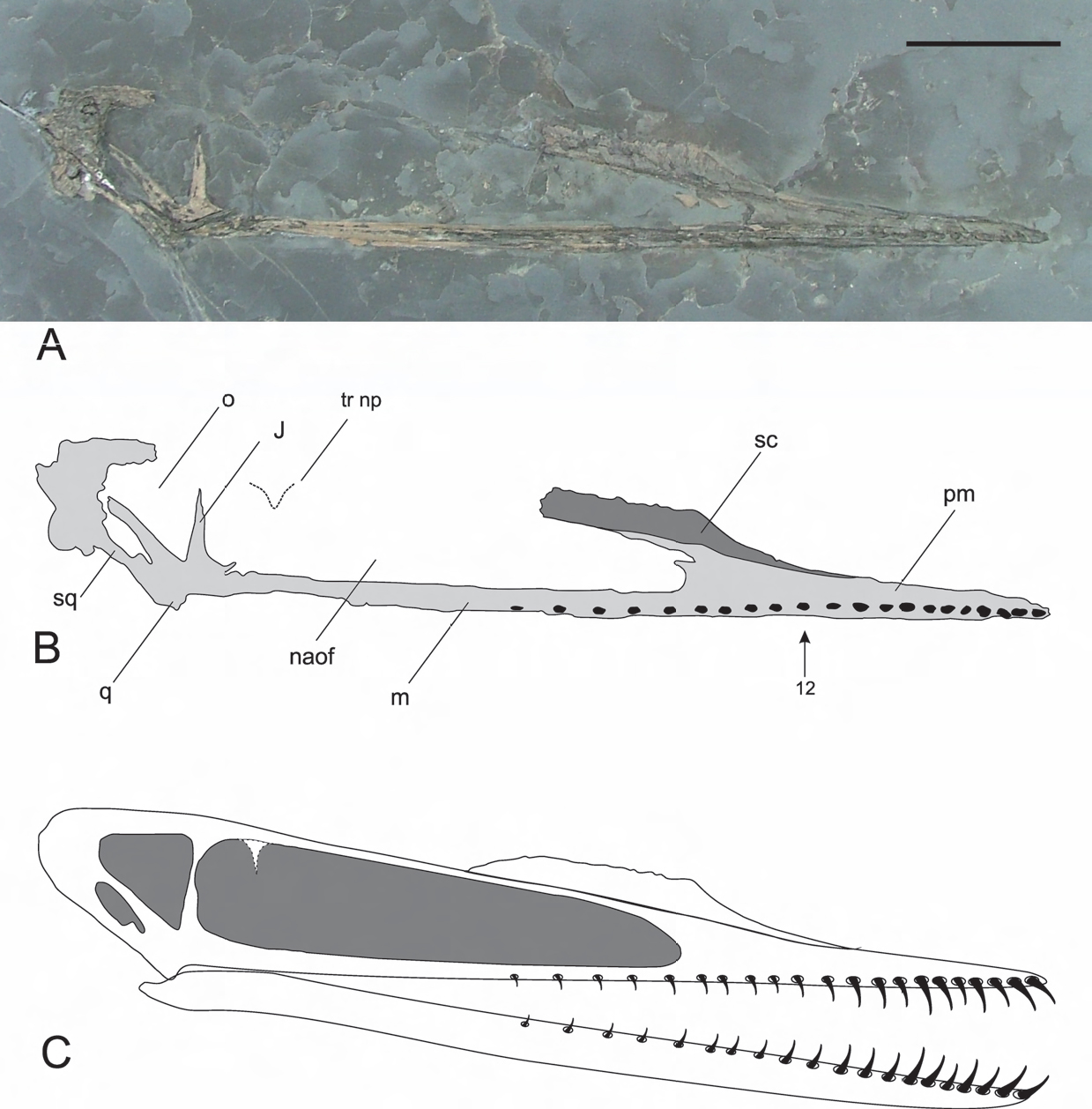
Het holotype

### Grootte en onderscheidende kenmerken

Cuspicephalus in grootte vergeleken met een mens

Cuspicephalus is voor het Boven-Jura een vrij grote pterosauriër met een vleugelspanwijdte die tegen de twee meter zal hebben bedragen.
De beschrijvers stelden geen enkele autapomorfie, unieke afgeleide eigenschap, als zodanig voor maar bepaalden een unieke combinatie van eigenschappen die op een na ieder apart ook door andere pterosauriërs getoond worden. De schedel is lichtgebouwd. In zijaanzicht is het profiel driehoekig. De snuit is puntig. De bovenkaaklijn is recht. In het gedeelte van de bovenkaak vóór de grote schedelopening, de fenestra nasoantorbitalis, staan twaalf of dertien tanden. In totaal telt de bovenkaak een dertigtal tanden. Boven op de snuit, vanaf de positie van de twaalfde tandkas tot minstens een derde van de lengte van de fenestra, staat een lage beenkam met een vezelige structuur. De rostrale index, de lengte van de snuit vóór de fenestra gedeeld door de maximale hoogte, bedraagt 5,4. Deze laatste eigenschap is als extreme waarde uniek onder de bekende Pterosauria maar is een problematische autapomorfie omdat zij niet discreet is zonder een willekeurige grens aan te brengen.

### Skelet
De schedel heeft een lengte van 326 millimeter en is extreem gepunt en driehoekig met een maximale hoogte van vijfenvijftig millimeter. Het schuin aflopende bovenprofiel is zeer recht en loopt vooraan uit in een lage gerekte puntige snuit. Een belangrijk deel van de voorkant, en bijna de helft van de totale schedellengte, wordt ingenomen door de 155 millimeter lange driehoekige grote schedelopening, de fenestra nasoantorbitalis, waarin ook de neusgaten zijn opgenomen; een korte processus nasalis, de bovenkant van de oude afscheiding met een fenestra antorbitalis, is vaag zichtbaar. Achter de fenestra ligt een grote oogkas in de vorm van een rechthoekige driehoek met de punt naar beneden gericht. De schedel loopt achteraan vermoedelijk uit in een hoge vrij spitse punt die aan het uiterste uiteinde iets is afgerond. Het achterhoofd is door compressie naar buiten gedraaid zodat het bladvormige linkeropisthoticum en de uitstekende condylus occipitalis, de verbinding met de nek, zichtbaar worden. Het onderste slaapvenster is ovaal en viermaal zo lang als breed. Het squamosum en quadratum aan het achtereind van de schedel hellen niet zeer sterk naar achteren en maken een hoek van zo'n 40° met de bovenkaak. Het jukbeen heeft een stevige opgaande tak die de scheiding vormt tussen oogkas en fenestra. De achterste tak steekt 45° omhoog en vormt de onderkant van de oogkas. De voorste tak is echter kort. Het bovenkaaksbeen-praemaxilla-complex draagt een dertigtal tanden. Die zijn wellicht iets naar buiten gericht. De voorste tanden zijn het grootst met een ovale basis die 5,19 millimeter lang is en 2,23 millimeter breed, de kleinste achterste tandkas heeft een afmeting van 1,65 bij 1,16 millimeter. De beschrijvers speculeren dat de tanden een brede basis hebben maar uitlopen in zeer spitse punten om vis te vangen.
Boven op de snuit staat een lage beenkam waarvan het door beschadiging niet zeker is hoever hij naar achteren doorloopt; vermoedelijk bereikt hij de oogkas niet. De kam bestaat uit aangesloten verticale beenricheltjes. Van andere pterosauriërs is bekend dat zulke structuren slechts de basis zijn van een veel hogere kam van hoornstof. De beenkam wordt naar het midden toe iets hoger en vermindert dan weer in verticale lengte.

## Fylogenie
De beschrijvers voerden geen exacte kladistische analyse uit om de plaats van Cuspicephalus in de stamboom vast te stellen maar beperkten zich tot een vergelijking met andere soorten. In vorm lijkt Cuspicephalus het meest op Germanodactylus. Vroeger zou zo'n soort als vanzelfsprekend in de Pterodactyloidea geplaatste zijn maar recente ontdekkingen uit China hebben aangetoond dat ook meer basale soorten een gelijkende kopvorm kunnen hebben. De beschrijvers beperkten zich daarom tot een meer algemene plaatsing in de ruimere Monofenestrata.
In 2015 stelde Martill, overigens nog steeds niet op grond van een exacte analyse, dat Cuspicephalus inderdaad tot een basale monofenestrate groep behoorde: de Wukongopteridae.

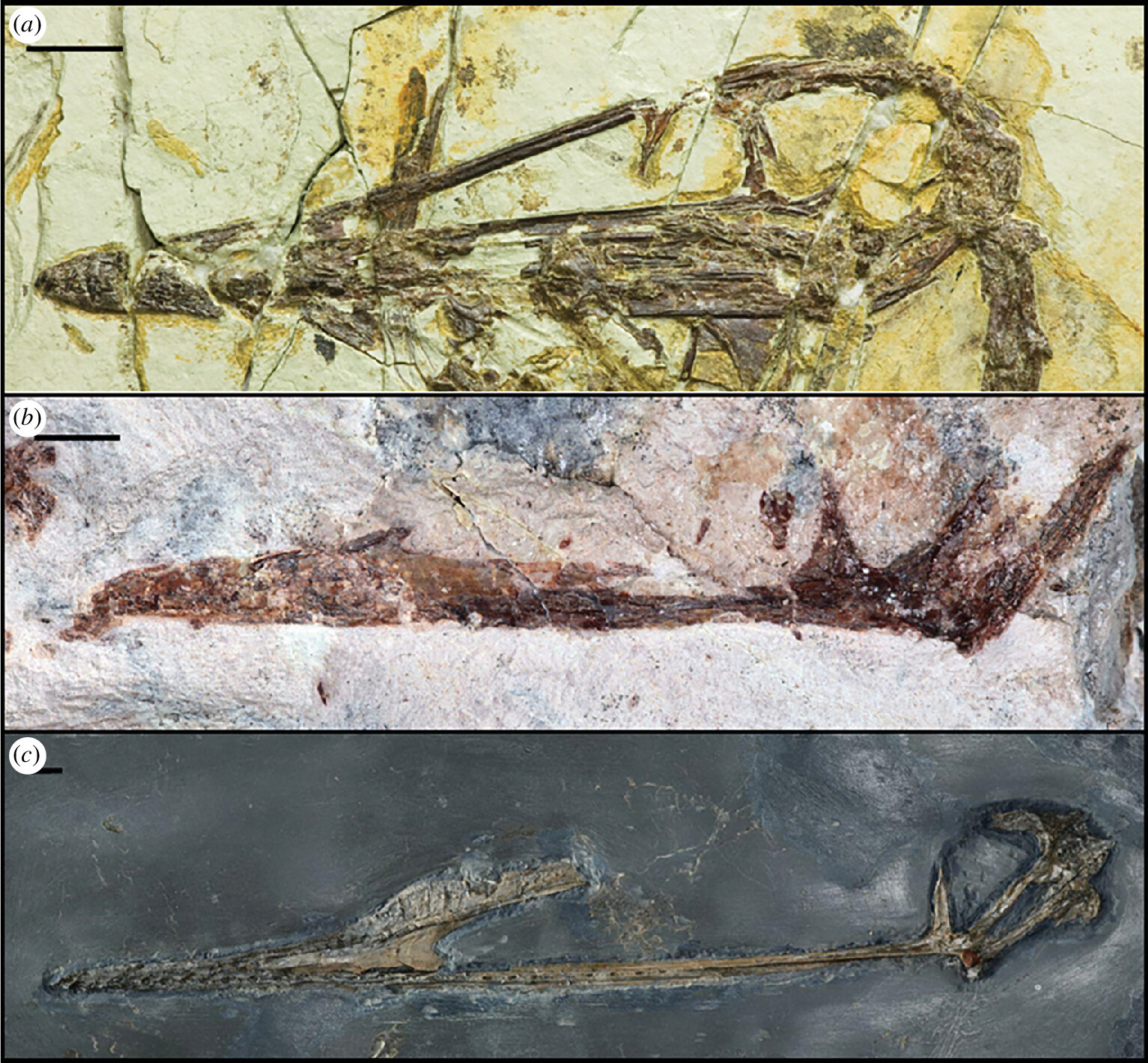
De linkerzijde van de schedel onderaan, vergeleken met monofenestrate verwanten Darwinopterus en Melkamter

Een exacte analyse uit 2024 had de volgende uitkomst.
|  | Changchengopterus |
|  |                   |
|  | Kunpengopterus    |
|  |                   |
|  | Wukongopterus     |
|  |                   |
|  | Darwinopterus     |
|  |                   |
|  | Kryptodrakon      |
|  |                   |
|  | Cuspicephalus     |
|  |                   |
|  | Allkaruen         |
|  |                   |
|  | Ceoptera          |
|  |                   |

|  | "Rhamphodactylus" (informele naam van een nog niet benoemd taxon) |
|  |                                                                   |
|  | Pterodactyloidea                                                  |
|  |                                                                   |

|  | Changchengopterus |
|  |                   |
|  | Kunpengopterus    |
|  |                   |
|  | Wukongopterus     |
|  |                   |
|  | Darwinopterus     |
|  |                   |
|  | Kryptodrakon      |
|  |                   |
|  | Cuspicephalus     |
|  |                   |
|  | Allkaruen         |
|  |                   |
|  | Ceoptera          |
|  |                   |

|  | "Rhamphodactylus" (informele naam van een nog niet benoemd taxon) |
|  |                                                                   |
|  | Pterodactyloidea                                                  |
|  |                                                                   |

|  | Changchengopterus |
|  |                   |
|  | Kunpengopterus    |
|  |                   |
|  | Wukongopterus     |
|  |                   |
|  | Darwinopterus     |
|  |                   |
|  | Kryptodrakon      |
|  |                   |
|  | Cuspicephalus     |
|  |                   |
|  | Allkaruen         |
|  |                   |
|  | Ceoptera          |
|  |                   |

|  | "Rhamphodactylus" (informele naam van een nog niet benoemd taxon) |
|  |                                                                   |
|  | Pterodactyloidea                                                  |
|  |                                                                   |

|  | Changchengopterus |
|  |                   |
|  | Kunpengopterus    |
|  |                   |
|  | Wukongopterus     |
|  |                   |
|  | Darwinopterus     |
|  |                   |
|  | Kryptodrakon      |
|  |                   |
|  | Cuspicephalus     |
|  |                   |
|  | Allkaruen         |
|  |                   |
|  | Ceoptera          |
|  |                   |

|  | "Rhamphodactylus" (informele naam van een nog niet benoemd taxon) |
|  |                                                                   |
|  | Pterodactyloidea                                                  |
|  |                                                                   |